# Лисица из Теумесе
Лисица из Теумесе (грч. Alopex teumesios, Αλωπεξ Τευμησιος) је у грчкој митологији била звер која је пустошила Тебу.

## Митологија
Нико није могао да је сустигне, па тако ни убије, јер њој су богови одредили да никада не буде ухваћена. Зато су јој Тебанци на сваких месец дана као жртву остављали по једног дечака. Ову лисицу је родила Ехидна, а послао ју је највероватније Дионис како би због неких злочина казнио Тебанце.
Када је Амфитрион затражио помоћ од краља Тебе Креонта како би извео поход на Тафијане, краљ му је обећао подршку уколико ослободи земљу од лисице. Да би извршио овај задатак, Амфитрион је од ловца Кефала добио пса Лајлапа кога су богови обдарили да увек ухвати оно за чиме трага. На небу је настало двоумљење како да се разреши та противречност; најзад се Зевс наљутио и претворио у камен и пса и лисицу.